# 穆扎法爾布爾縣
穆扎法爾布爾縣（英語：Muzaffarpur district）是印度的一個縣，位於該國東北部，由比哈爾邦負責管轄，面積3,173平方公里，識字率為65.68%，2011年人口4,778,610，人口密度每平方公里1506人。
26°10′N 85°25′E / 26.167°N 85.417°E